# Erepsia brevipetala
Erepsia brevipetala är en isörtsväxtart som beskrevs av L. Bol. Erepsia brevipetala ingår i släktet Erepsia och familjen isörtsväxter. Inga underarter finns listade i Catalogue of Life.